# Gabrieła Petrowa
Gabrieła Petrowa (ur. 29 czerwca 1992 w Chaskowie) – bułgarska lekkoatletka specjalizująca się w trójskoku.
W 2013 została młodzieżową mistrzynią Europy. Piąta zawodniczka mistrzostw Europy w Zurychu (2014). W 2015 zdobyła srebrny medal halowego czempionatu Europy w Pradze oraz zajęła 4. miejsce na światowym czempionacie w Pekinie.
Złota medalistka mistrzostw Bułgarii oraz reprezentantka kraju na drużynowych mistrzostwach Europy.
Rekordy życiowe: stadion – 14,66 (24 sierpnia 2015, Pekin) / 14,85w (20 czerwca 2015, Stara Zagora); hala – 14,55 (15 lutego 2015, Dobricz).
22 grudnia 2015 roku została wybrana sportowcem roku Bułgarii.

## Osiągnięcia
| Rok  | Impreza                                  | Miejsce          | Lokata            | Wynik  |
| ---- | ---------------------------------------- | ---------------- | ----------------- | ------ |
| 2009 | Mistrzostwa świata juniorów młodszych    | Tyrol Południowy | el. – 18. miejsce | 12,46  |
| 2009 | Olimpijski festiwal młodzieży Europy     | Tampere          | 10. miejsce       | 12,29  |
| 2010 | Mistrzostwa świata juniorów              | Moncton          | el. – 17. miejsce | 12,74  |
| 2011 | Mistrzostwa Europy juniorów              | Tallinn          | 5. miejsce        | 13,00  |
| 2013 | I liga drużynowych mistrzostw Europy     | Dublin           | 1. miejsce        | 13,55w |
| 2013 | Młodzieżowe mistrzostwa Europy           | Tampere          | 1. miejsce        | 13,91  |
| 2013 | Mistrzostwa krajów bałkańskich           | Stara Zagora     | 2. miejsce        | 13,92  |
| 2014 | Mistrzostwa Europy                       | Zurych           | 5. miejsce        | 14,13  |
| 2015 | Halowe mistrzostwa Europy                | Praga            | 2. miejsce        | 14,52  |
| 2015 | II liga drużynowych mistrzostw Europy    | Stara Zagora     | 1. miejsce        | 14,85  |
| 2015 | Mistrzostwa świata                       | Pekin            | 4. miejsce        | 14,66  |
| 2016 | Mistrzostwa Europy                       | Amsterdam        | el. – 20. miejsce | 13,46  |
| 2016 | Igrzyska olimpijskie                     | Rio de Janeiro   | el. – 22. miejsce | 13,92  |
| 2017 | I liga drużynowych mistrzostw Europy     | Vaasa            | 9. miejsce        | 5,94   |
| 2017 | I liga drużynowych mistrzostw Europy     | Vaasa            | 2. miejsce        | 13,98  |
| 2017 | Mistrzostwa świata                       | Londyn           | el. – 17. miejsce | 13,90  |
| 2018 | Halowe mistrzostwa świata                | Birmingham       | 11. miejsce       | 13,91  |
| 2018 | Mistrzostwa Europy                       | Berlin           | 6. miejsce        | 14,26  |
| 2019 | I liga drużynowych mistrzostw Europy     | Varaždin         | 1. miejsce        | 14,14  |
| 2019 | Mistrzostwa świata                       | Doha             | el. – 16. miejsce | 13,98  |
| 2021 | II liga drużynowych mistrzostw Europy    | Stara Zagora     | 1. miejsce        | 14,42  |
| 2021 | Igrzyska olimpijskie                     | Tokio            | el. – 22. miejsce | 13,79  |
| 2024 | Mistrzostwa Europy                       | Rzym             | 6. miejsce        | 14,16  |
| 2024 | Igrzyska olimpijskie                     | Paryż            | el. – 21. miejsce | 13,77  |
| 2025 | Halowe mistrzostwa Europy                | Apeldoorn        | 7. miejsce        | 13,51  |
| 2025 | II dywizja drużynowych mistrzostw Europy | Maribor          | 4. miejsce        | 13,97  |